# Piotr Kochanek
Piotr Kochanek (ur. 11 sierpnia 1960 w Jastrzębiu-Zdroju) – polski historyk, badacz antyku chrześcijańskiego, bizantynolog, patrolog.

## Życiorys
Absolwent historii, filologii klasycznej, teologii i filozofii Katolickiego Uniwersytetu Lubelskiego Jana Pawła II, gdzie w 1989 uzyskał stopień doktora w zakresie literaturoznawstwa. W 1992 uzyskał doktorat z historii filozofii starożytnej na Uniwersytecie Gregoriańskim w Rzymie. W 1998 doktorat w zakresie teologii biblijnej Starego Testamentu na Uniwersytecie Katolickim w Louvain-la-Neuve. Habilitacja w 2003 roku z zakresu historii Kościoła w starożytności i patrologii na Uniwersytecie Jana Gutenberga w Moguncji. Profesor nadzwyczajny KUL, kierownik Katedry Historii Bizancjum Instytutu Historii Katolickiego Uniwersytetu Lubelskiego. 3 lutego 2025 uzyskał tytuł profesora nauk humanistycznych.

## Zainteresowania naukowe
- Bestiariusze i herbariusze starożytne i średniowieczne
- Historia architektury w starożytności
- Historia geografii i kartografii starożytnej i średniowiecznej
- Idea religijno-politycznego centrum w myśli starożytnej i narodziny europocentryzmu

## Wybrane publikacje
- La Fisiologia dell ’“Esamerone” di San Basilio, Roma 1992.
- Die Vorstellung vom Norden und der Eurozentrismus. Eine Auswertung der patristischen und mittelalterlichen Literatur, Mainz von Zabern 2004. Veröffentlichungen des Instituts für Europäische Geschichte Mainz. Abteilung für abendländische Religionsgeschichte, 205.